# Milena Hübschmannová
Milena Hübschmannová (Praga, 10 giugno 1933 – Pretoria, 8 settembre 2005) è stata una linguista ed etnografa ceca.

## Biografia
Milena Hübschmannová nacque il 10 giugno del 1933 a Praga, in Cecoslovacchia, da una famiglia del ceto medio. Fin dall'adolescenza si interessò alla cultura indiana. Dal 1951 al 1956 si dedicò allo studio delle lingue indiane, il bengali, l'hindi e l'urdu, presso l'Università Carolina a Praga. Inviata in Moravia nel 1953 con un gruppo di studenti lavoratori, scoprì di poter comprendere alcune conversazioni dei membri della locale comunità romaní. Cominciò quindi a interessarsi anche alla lingua romaní. Nel 1956 completò il dottorato. 
Negli anni successivi soggiornò presso insediamenti romaní della Slovacchia orientale e della Boemia settentrionale. Durante questi periodi registrò molti canti in lingua romaní e raccolse proverbi e fiabe dalla popolazione locale. Hübschmannová ha poi pubblicato varie antologie con il materiale raccolto.
Nel 1959 Hübschmannová visitò per la prima volta l'India. Visitò l'India anche nel 1969, 1990 e 1998. Nel corso degli anni lavorò per l'Università Carolina, la Radio cecoslovacca e l'Accademia delle Scienze cecoslovacca. Durante il periodo della Primavera di Praga del 1968 contribuì a fondare l'Unione degli Zingari Rom (Svaz Cikánů-Romů).  Nel periodo successivo aiutò a mantenere viva la cultura romaní minacciata dalla politica di assimilazione del governo cecoslovacco. A causa del suo impegno fu considerata persona non grata e non riuscì a lavorare dal 1974 al 1982. Nel 1991, terminato il periodo comunista, aiutò a fondare un dipartimento per gli studi romaní presso l'Università Carolina, di cui fu presidente fino alla morte. Il dipartimento è stato il primo al mondo a offrire un corso universitario in studi romaní. 
Nel corso della sua vita Hübschmannová contribuì a fondare e dirigere il giornale in lingua romaní Romano Dzˇaniben. Hübschmannová è stata anche autrice di traduzioni dall'urdu. Tra le sue traduzioni si ricordano quelle dei versi del poeta Mirza Ghalib.